# Leskowo (obwód wołogodzki)
Leskowo (ros. Лесково) – osiedle w Rosji, w obwodzie wołogodzkim, w rejonie wołogodzkim. W 2010 liczyło 779 mieszkańców.